# Observations on the Natural Family of Plants called Compositae
Observations on the Natural Family of Plants called Compositae (abreviado Observ. Compositae) es un libro con ilustraciones y descripciones botánicas que fue escrito por el botánico escocés, Robert Brown y publicado en  el año 1817.